# Jan Hepkes Wouda

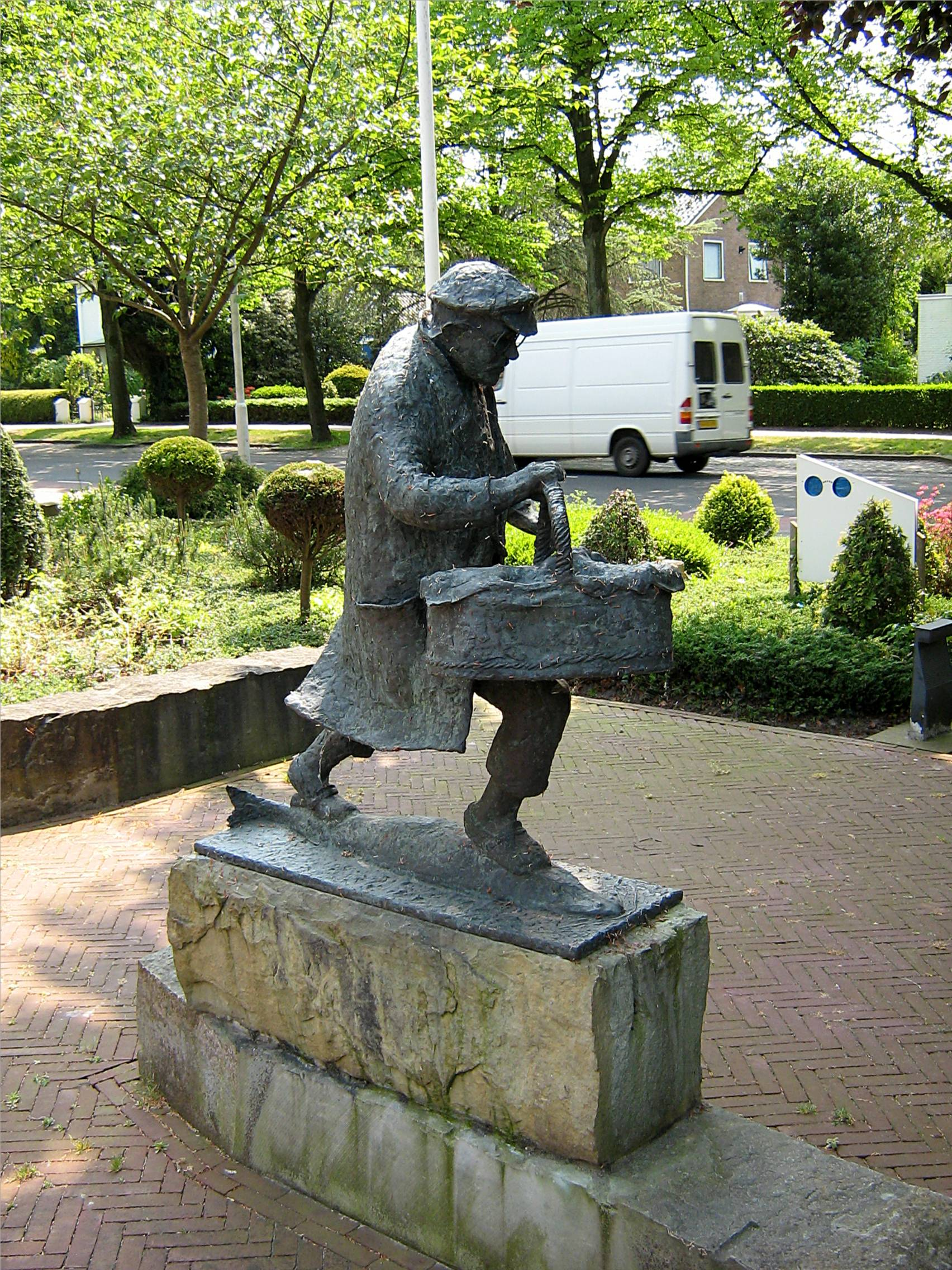
Standbeeld van Jan Hepkes Wouda in Surhuisterveen

Jan Hepkes Wouda (Surhuisterveen, 4 november 1862 – aldaar, 16 april 1939) is een bekende Friese leugenbaron in de Nederlandse folklore. Hij was een huidenkoopman uit Surhuisterveen. Wouda eigende zich niet alleen een groot deel van klassieke volksverhaalmotieven toe (vooral grote vis-verhalen betrok hij graag op zichzelf) maar hij bedacht ook zelf tientallen leugenverhalen. De verhalen zijn nog steeds in Surhuisterveen en wijde omgeving bekend.
De Friese verzamelaars Dam Jaarsma (1914-1991) en Ype Poortinga (1910-1985) ontsloten grote delen van het repertoire van Wouda, dat uit honderden verhalen bestond. Poortinga schreef ook een geromantiseerde biografie; voornamelijk op dit repertoire gebaseerd. 
In Surhuisterveen staat sinds 1986 een standbeeld voor Jan Hepkes Wouda, van Suze Boschma-Berkhout.